# ヴァージン・トレインズ

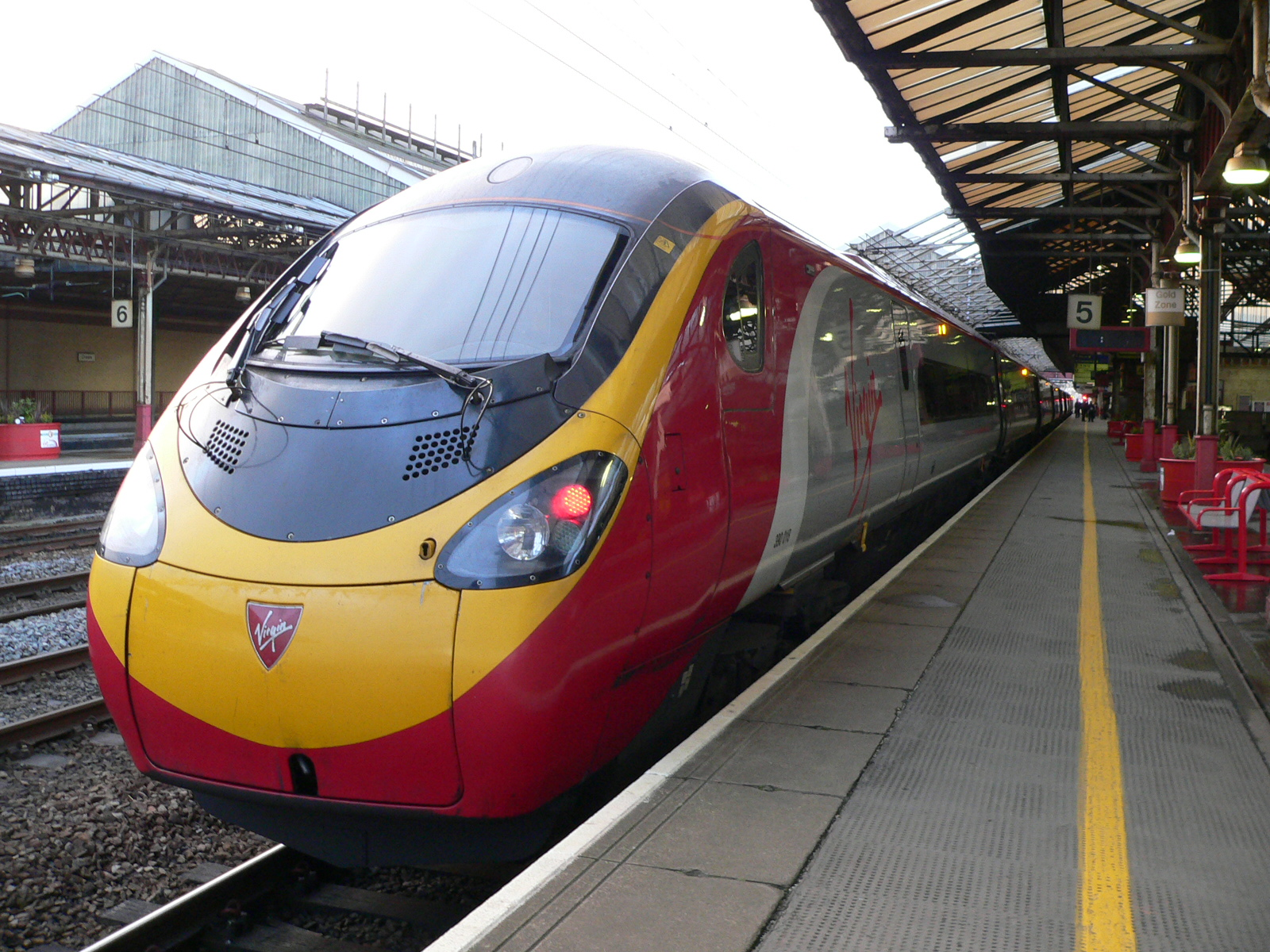
390形「ペンドリーノ」

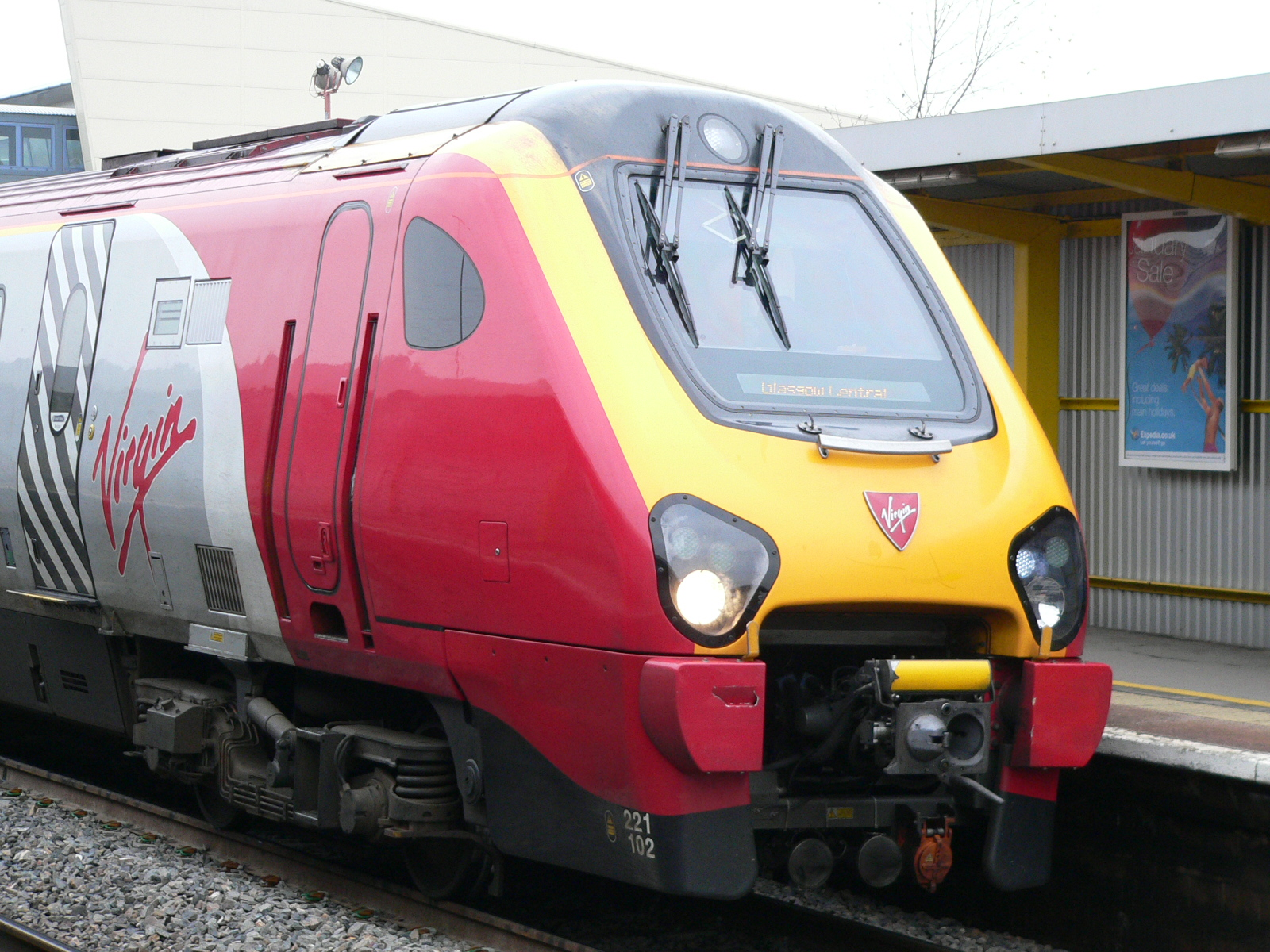
221形「スーパー・ヴォイジャー」

ヴァージン・トレインズ（Virgin Trains）は、かつて存在したイギリスの列車運行会社で、イギリス国鉄民営化直後の1997年3月に営業を開始し、2019年12月にアヴァンティ・ウェスト・コーストに運行を引き継ぐまで、約23年にわたってロンドン・ユーストン駅からのウェスト・コースト本線の中長距離列車などを運行していた。直接の親会社はヴァージン・レール・グループであり、当初はヴァージン・グループが100％、1998年からはヴァージン・グループが51%、ステージコーチ・グループが49％を出資していた。
なお、ヴァージン・トレインズのブランドは他にバーミンガムとアバディーン、ペンザンスを結ぶ「クロスカントリー」系統を運行するヴァージン・クロスカントリー（Virgin CrossCountry）で1997年から2007年まで、東海岸本線の都市間列車を運行するヴァージン・トレインズ・イースト・コースト（Virgin Trains East Coast）で2015年から2018年まで使用されており、前者とは直接の親会社も共通であった。

## 歴史
1997年3月9日よりウェスト・コースト本線の長距離列車の営業権を持ち、列車を運行していた。この間、390形電車「ペンドリーノ」や221形気動車「スーパー・ボイジャー」などの新型車両への置き換えを行った。
2012年8月15日、ウェスト・コースト本線におけるヴァージン・トレインズの鉄道営業権は同年12月8日付で失効し、翌12月9日以後の鉄道営業権はファーストグループ傘下のファースト・ウェスト・コーストが2026年3月31日まで保持することが決定された。しかし入札の際にミスや不手際があった事が浮き彫りになり、ヴァージン・トレインズは2017年4月まで運営権を保持する事になった。
2019年8月、ファーストグループとトレニタリアによる合弁企業アヴァンティ・ウェスト・コーストがウェスト・コースト本線のフランチャイズの営業権を獲得し、ヴァージン・トレインズは2019年12月7日で運行を終了した。

## 路線
| 系統 | 系統 | ルート                                                                                       |
| ---- | ---- | -------------------------------------------------------------------------------------------- |
| A    |      | ロンドン・ユーストン ～ バーミンガム・ニューストリート ～ ウルヴァーハンプトン               |
| B    |      | ロンドン・ユーストン ～ マンチェスター・ピカデリー                                           |
| C    |      | ロンドン・ユーストン ～ リヴァプール・ライム・ストリート                                     |
| D    |      | ロンドン・ユーストン、バーミンガム(1日1本) ～ チェスター ～ ホーリーヘッド、レクサム(1日1本) |
| E    |      | ロンドン・ユーストン ～ グラスゴー・セントラル                                               |
| F    |      | バーミンガム・ニューストリート ～ グラスゴー・セントラル、エディンバラ・ウェイヴァリー       |

- 2008年12月からの時刻表
- A、B、C、E（一部）が、390形「ペンドリーノ」による運行
- D（大半）、E（一部）、Fが、221形「スーパー・ボイジャー」による運行
- Dのうち、毎週土曜日、8時50分ユーストン発ホーリーヘッド行きと、14時38分ホーリーヘッド発ユーストン行きはペンドリーノによる運行。途中クルーから先は57形ディーゼル機関車に牽引される。